# ماعز بوزنان
ماعز بوزنان هي معلم من معالم الجذب السياحي في بوزنان. والمعلم عبارة عن تمثاليّ ماعز ميكانيكيين يتناطحان بالرأي كل يوم في الساعة 12:00 ظهرًا باتجاه إلى برج قاعة مدينة بوزنان.  

## أسطورة الماعز

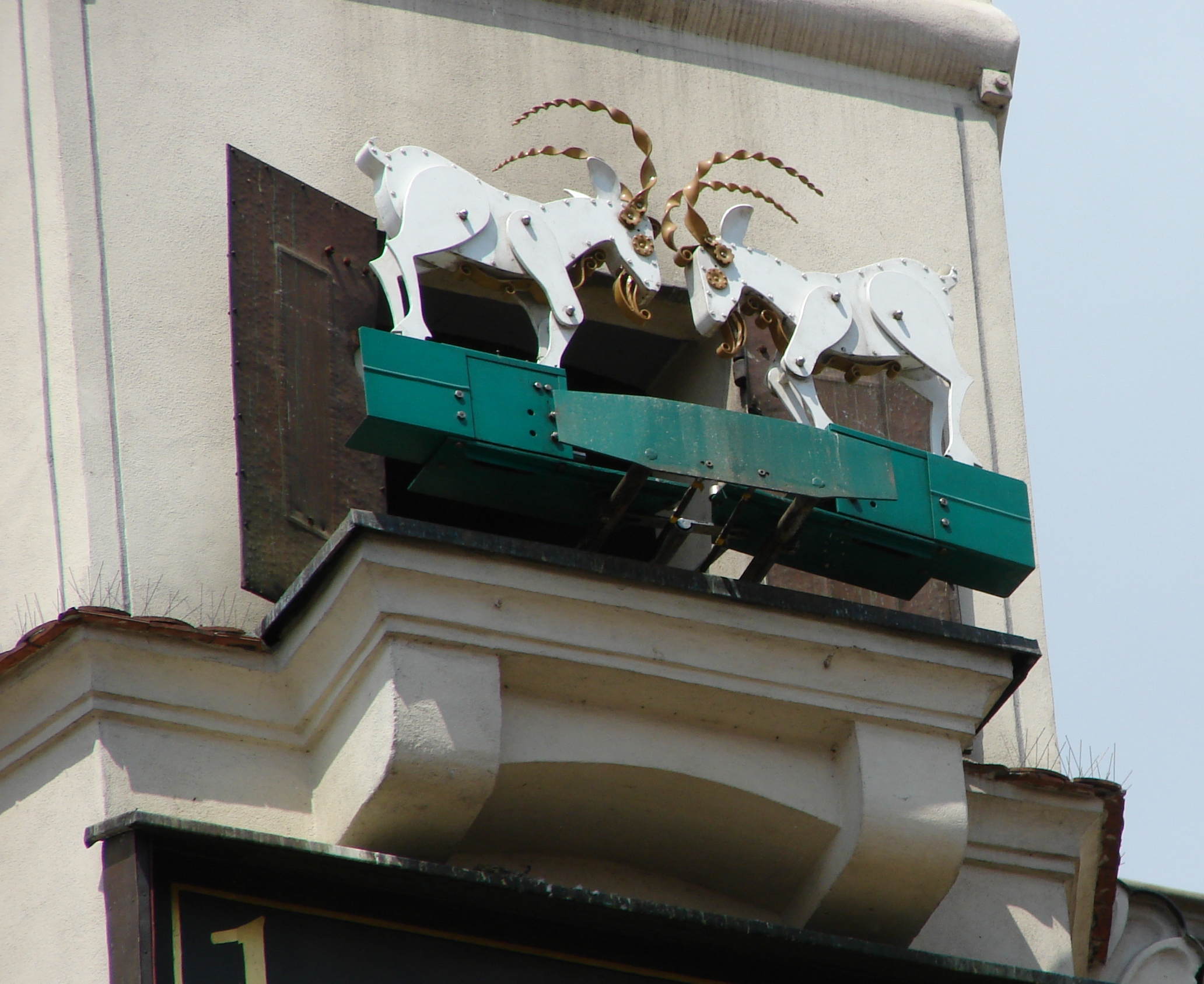
ماعزان ينطحان رأسيهما

وفقًا لإحدى نسخ الأسطورة الشعبية، عندما أعيد بناء دار البلدية بعد الحريق الكبير في بوزنان، طُلب من السيد بارثولوميو من غوبين تصميم ساعة برج دار البلدية. وقرر مجلس المدينة الاحتفال بهذا الحدث الهام وخطّط لعيدٍ عظيم. عُيّن الطباخ الشاب بيتريك لإعداد الطبق الرئيسي. فجهّز ساق الغزال لتُشوى ببطء. كان بيتريك فضوليًا بشأن الشكل الذي تبدو عليه آلية الساعة. لم يستطع الطباخ الشاب الانتظار حتى ينتهي من الطبخ فقرر مغادرة المطبخ لبعض الوقت لينظر إلى الساعة.  
إلا أنه في غيابه سقطت ساق الغزال في النار واحترقت بالفحم. ركض الشاب المذعور إلى مرجٍ قريب حيث يحتفظ سكان المدينة بحيواناتهم. ومن هناك اختطف رأسيّ ماعز واقتادهما إلى مطبخ دار البلدية. لكن الماعز هربت منه إلى كورنيش برج دار البلدية. وهناك، أمام سكان البلدة المتجمعين، بدأت عنزتان بيضاوان صغيرتان بالتناطح. أمتع هذا المنظر المحافظة والضيوف المدعوين. أصدر عمدة المدينة عفواً عن بيتريك، وأمر صانع الساعات بصنع آلية من شأنها تفعيل ساعة الماعز كل يوم. منذ ذلك الحين، كل يوم يشغّل عازف البوق نداء البوق آلياً وتظهر عنزتان متناطحتان
لم تُقدّم الماعز الحقيقية إلى مائدة أعضاء مجلس المدينة وسكان البلدة، بل أُعيدت إلى مالكتهما الحقيقية، وهي أرملة فقيرة. 

## معالم تمثال الماعزين

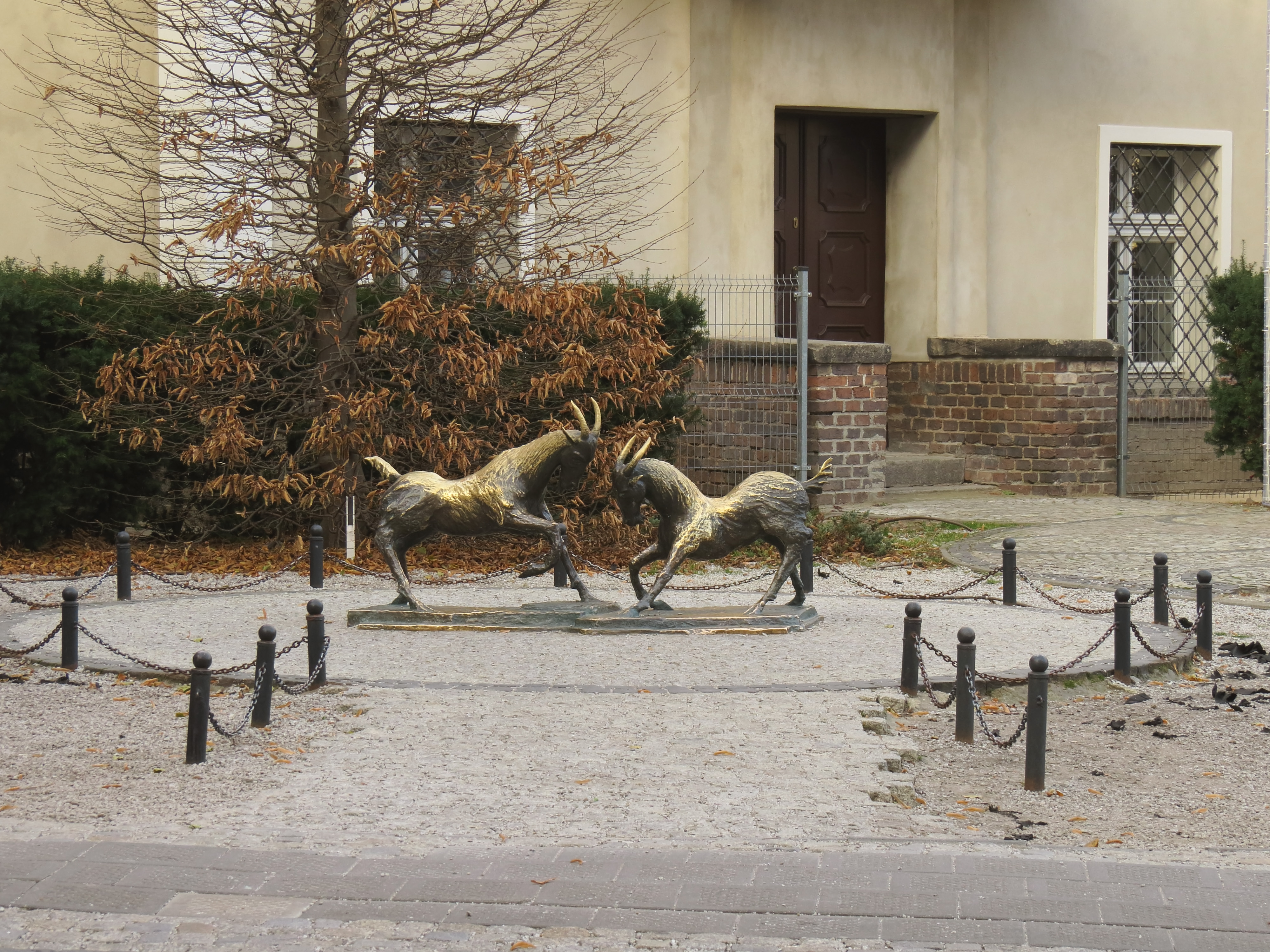
منحوتة الماعز

يوجد تمثال الماعز في ساحة الكلية، بالقرب من المدخل الرئيسي لمكتب البلدية، الكلية اليسوعية السابقة. صمّم التمثال روبرت سوبوسينسكي في عام 2002  في عام 2019، وبسبب تجديدات الساحة، نُقل تمثال الماعز إلى حديقة شوبان. 
ويعد النصب التذكاري، نظرا لسهولة الوصول إليه من مستوى الأرض وإمكانية الجلوس على ظهور الحيوانات، مكاناً يقصده السياح والمقيمون لالتقاط الصور التذكارية. 
يوجد تركيب آخر حديث وملون للماعز في شارع Piłsudskiego في راتايي. 

## روابط خارجية
- بوزنان: قاعة المدينة ، استرجاع بتاريخ 2008-06-11.